# ЦОД Авантаж
ЦОД «Авантаж» — крупный центр обработки данных класса TIER III, расположенный в подмосковном Лыткарино.

## История
7 февраля 2011 года был получен Акт выбора земельного участка для размещения ЦОД. 24 июня 2011 года произведены геодезические работы. 6 июня 2014 года было получено разрешение на строительство. После чего, с лета и до конца 2014 года проводились подготовительные и земельные работы. Строительство осуществляла компания Техносерв при финансовой поддержке Промсвязьбанка.
Летом 2016 года были установлены автономные дизель генераторы.
Торжественное открытие запланировано на 2018 год.

## Характеристики[15][5][4]
Территория
- Общая площадь земельного участка: 30 000 м2

- площадь застройки: 10 800 м2
- площадь асфальтных покрытий: 960 м2
- площадь озеленения: 880 м2

Здания и сооружения
- административное здание: 2 792 м2

- служба эксплуатации: 1 578 м2
- энергоцентр: 1 762 м2
- хладоцентр: 1 434 м2
- здание машинных залов: 10 418 м2
- трансформаторная: 253 м2
- общая площадь основного здания: 18 237 м2
- два здания КПП: 90 м2
- топливохранилище: 195 м3

- автостоянка: 1 300 м2 (не входит в общую площадь)

Количество стоек: 2288
Потребляемая мощность: 17 МВт
типовая мощность на одно стойко-место: 5 кВт
Уровень надежности инженерной инфраструктуры: TIER III